# Longeville-sur-la-Laines
Longeville-sur-la-Laines là một xã thuộc tỉnh Haute-Marne trong vùng Grand Est đông bắc nước Pháp. Xã này nằm ở khu vực có độ cao từ 118-162 mét trên mực nước biển.